# إسحاق غوميز (عداء سريع)
إسحاق غوميز هو عداء سريع فلبيني، ولد في 3 يونيو 1934.

## وصلات خارجية
- إسحاق غوميز على موقع أوليمبيديا (الإنجليزية)